# Ауди R8
 Тази статия е за шосейния модел.  За състезателния модел вижте Audi R8 (състезателен автомобил).  
„Ауди R8“ (Audi R8) е модел спортни автомобили (сегмент S) със средно разположен двигател, произвеждан от германската компания „Ауди“ в две последователни поколения от 2006 до 2023 година.

## Първо поколение (2006 – 2015)
Базиран е на прототипа „Ауди Льо Ман Куатро“ и за първи път е представен пред публика на изложението в Париж на 30 септември 2006 г. Наименованието R8 идва от едноименния състезателен модел на „Ауди“, спечелил пет пъти 24-те часа на Льо Ман, но освен името двата модела нямат много прилики. В България R8 е официално представен на 15 юни 2007 г. по време на Автомобилен салон София.
Този модел е първият на „Ауди“ с двигател, разположен по средата на каросерията, точно зад кокпита. Автомобилът се задвижва чрез система „Quatro“, но може да се поръча само с предно задвижване, както и само със задно. Каросерията на Audi R8 е с триизмерна алуминиева носеща конструкция и е изработена по технологията Audi Space Frame. Цената на модела с механична скоростна кутия започва от 104 400 евро, а за този с полуавтоматичната R tronic – от 111 790 евро.
Автомобилът се произвежда в завода на Audi в Некарзулм, като на ден се сглобяват по 20 бройки.
Продажбата на автомобила започва в средата на 2007 г., като още преди да се появи на пазара в Обединеното кралство има толкова поръчки, че автомобилът е официално разпродаден за три години напред.

### Технически характеристики
Двигателят на Audi R8 е осемцилиндров V-образен с 4,2-литров работен обем и четиривентилна FSI технология и е заимстван от модела RS4. Мощността му е 420 конски сили (309 kW). Максималната скорост е 310 km/h, а ускорението от 0 до 100 km/h е за 4,6 s, а от 0 до 300 km/h за 32.6s. При други по-нови генерации има по-големи отклонения. Това прави Audi R8 една от най-бързите коли на света.
Предлаганата като екстра система на окачване Audi magnetic ride е в състояние да регулира характеристиките на работа на окачването с условията на пътя и стила на водача в рамките на хилядни от секундата.